# 毛维青
毛维青（1922年—2021年），女，浙江宁波人，中共党员，新四军第一代女兵，新四军军部首批女机要员。

## 生平
1937年，淞沪会战爆发，其母带领毛维青与其兄毛中玉由上海闸北返回浙江宁波。1938年9月参加新四军，1938年11月加入中国共产党。1941年1月6日，爆发皖南事变，被关入上饶集中营，其兄毛中玉突围时遇害。1941年底，成功逃出上饶集中营，后历经两个多月与四明山三五支队取得联系。历任新四军教导队学员、总部速记班速记员、机要科机要组长，华东局工业部组织处秘书、组织科副科长，上海市重工业党委组织部组织科副科长，上海市杨浦区委工改办副主任，杭州市委工交部办公室主任，杭州市工业干校总支书记、副校长，杭州市科委党组成员、秘书长，杭州市电子仪表局党委常委、办事组长、办公室主任、副局长，杭州市进出口领导小组办公室副主任等职。1982年12月离休。 离休后，任浙江省新四军研究会副秘书长和杭州市关心下一代委员会副主任。
于2021年1月3日16时15分在杭州逝世，享年99岁。